# Besma novellata
Besma novellata är en fjärilsart som beskrevs av George Duryea Hulst 1886. Besma novellata ingår i släktet Besma och familjen mätare. Inga underarter finns listade i Catalogue of Life.